# The Encyclopedia of Fantasy
The Encyclopedia of Fantasy è un'enciclopedia in lingua inglese specializzata nel genere fantasy, pubblicata a partire dal 1997 e curata da John Clute e John Grant. Tra gli altri contributori vi sono Mike Ashley, Neil Gaiman, Diana Wynne Jones, David Langford, Sam J. Lundwall, Michael Scott Rohan, Brian Stableford e Lisa Tuttle.
Dal novembre 2012 è disponibile online gratuitamente all'interno del sito della Encyclopedia of Science Fiction, anche se i contenuti non vengono più aggiornati rispetto all'edizione del 1997.

## Contenuti
L'Enciclopedia è stata pubblicata come allegato alla seconda edizione della The Encyclopedia of Science Fiction del 1993. È significativamente più piccola di quest'ultima e contiene 1049 pagine alfabetiche, 4000 voci e circa un milione di parole. L'edizione online conta 4129 pagine web (di cui 4122 dedicate alle voci).

## Critica
Il Library Journal considera il libro "una fonte eccellente e altamente leggibile per la fantasia" e "la prima del suo genere".

## Riconoscimenti
- 1998 - Premio Hugo[5]
- 1998 - Premio World Fantasy[6]
- 1998 - Premio Locus[7]

## Edizioni
- John Clute e John Grant, The Encyclopedia of Fantasy, 1ª ed., Londra, Orbit Books, 1997, ISBN 978-1-85723-368-1.
- John Clute e John Grant, The Encyclopedia of Fantasy, New York, St Martin's Press, 1997, ISBN 0-312-15897-1.
- John Clute e John Grant, The Encyclopedia of Fantasy, 2ª ed., New York, St Martin's Griffin, 1999, ISBN 0-312-19869-8.